# CalyxOS
CalyxOS ist ein freies Android-basiertes Betriebssystem für ausgewählte Smartphones. Es konzentriert sich auf Datenschutz, Sicherheit und Barrierefreiheit. Der Fokus liegt auf einer möglichst unkomplizierten Installation.

## Geschichte
Der Hauptentwickler, das Calyx Institute, wurde von Nicholas Merrill gegründet. Dieser erhielt im Jahr 2004 einen National Security Letter (NSL) aufgrund des USA Patriot Act. Er weigerte sich, die Daten seines damaligen Unternehmens Calyx Internet Access, welches als Internetdienstanbieter agierte, herauszugeben.
Nachdem im August 2010 eine teilweise Lockerung seines Redeverbots erreicht wurde (welches Teil des NSL war), gründete Merrill das Calyx Institute als Nonprofit-Organisation. Neben CalyxOS werden beispielsweise ebenfalls ein öffentlicher VPN-Dienst, XMPP-Server und Tor-Exit-Nodes betrieben.
CalyxOS wurde im Juli 2020 als stabile Version 1.0.0 veröffentlicht. Im Vergleich zu anderen Datenschutz-orientierten, mobilen Betriebssystemen integriert CalyxOS wahlweise microG, wodurch weniger oder keine Daten an die Google-Play-Dienste gesendet werden und dennoch zahlreiche Apps aus dem Google-Play-Store nutzbar sind.
Ab der Veröffentlichung der Version 2.0.0 im Dezember 2020 werden auch Builds, basierend auf Android 11, unterstützt, welche zuvor nur für Android 10 erhältlich waren. Ende Januar 2021 wurden die neuesten Geräte der Pixel-Reihe, das Google Pixel 4a (5G) und Google Pixel 5, offiziell als unterstützte Geräte aufgenommen.
Ende Januar 2022 wurde CalyxOS in der Version 3.1.0 auf Basis von Android 12 als stabile Version veröffentlicht. Mit Version 3 wurden zudem das Google Pixel 6 und Pixel 6 Pro unterstützt.
Ab März 2022 wurden mit der Version 3.3.0 Aktualisierungen basierend auf Android 12L freigegeben.
Eine Aktualisierung auf Android 13 als Basis erfolgte im September 2022 mit der Version 4.1.0. Mit Version 4.2.4 wurden zudem das Google Pixel 7 und Pixel 7 Pro unterstützt. Ab der darauffolgenden Version 4.2.5 waren der Deviceflasher und Images ebenfalls für das Fairphone 4 verfügbar.
Im Dezember 2023 erfolgte mit der Version 5.1.2 eine Aktualisierung auf Android 14. Im November 2024 erfolgte mit der Version 6.1.0 die Aktualisierung auf Android 15.
Nachdem der bisherige Chefentwickler Chirayu Desai im Juli 2025 bekanntgab, das Team von CalyxOS zu verlassen, wurde im August auch der Rückzug von Präsident und Gründer Nicholas Merrill bekanntgegeben. Bis zur weiteren Neuausrichtung des Projekts wurden daraufhin alle Updates pausiert und Installationsmöglichkeiten zurückgezogen.

## Unterstützte Geräte und Installation
Aktuell (August 2025) werden offiziell folgende Smartphones vollständig unterstützt:
- Google Pixel 6 (oriole)
- Google Pixel 6 Pro (raven)
- Google Pixel 6a (bluejay)
- Google Pixel 7 (panther)
- Google Pixel 7 Pro (cheetah)
- Google Pixel 7a (lynx)
- Google Pixel 8 (shiba)
- Google Pixel 8 Pro (husky)
- Google Pixel 8a (akita)
- Google Pixel 9 (tokay)
- Google Pixel 9 Pro (caiman)
- Google Pixel 9 Pro XL (komodo)
- Google Pixel 9 Pro Fold (comet)
- Google Pixel 9a (tegu)
- Google Pixel Fold (felix)
- Google Pixel Tablet (tangorpro)
- Fairphone 4 (FP4)
- Fairphone 5 (FP5)
- Motorola G 5G (2024) (fogo)
- Motorola G84 5G (bangkk)
- Motorola G34 5G und G45 5G (fogos)

Folgende Modelle werden weiter unterstützt, erhalten aber nur noch Updates für die Open-Source-Komponenten des Systems, da der Hersteller keine Aktualisierungen mehr für proprietäre Bestandteile, wie bestimmte Firmware, zur Verfügung stellt:
- Google Pixel 4a (5G) (bramble)
- Google Pixel 5 (redfin)
- Google Pixel 5a (5G) (barbet)
- Motorola G32 (devon)
- Motorola G42 (hawao)
- Motorola G52 (rhode)

Folgende Smartphones werden als „bald unterstützt“ gelistet (August 2025):
- Shiftphone 8 (otter)

Für die Installation von CalyxOS wird ein offener Bootloader benötigt, der nach der Installation wieder geschlossen wird. Das CalyxOS-Image wird mit dem Deviceflasher der AOSP Alliance auf das entsperrte Gerät gespielt. Danach wird der Bootloader wieder geschlossen, Updates werden per Over-the-Air-Update (OTA) ausgeliefert.

## Datenschutz
Das Betriebssystem kann auf die Verwendung der Google-Play-Dienste verzichten oder durch die quelloffene Alternative microG bestimmte Dienste nutzen.
CalyxOS enthält außerdem Datenschutz-Erweiterungen auf verschiedenen Ebenen des Betriebssystems:
- Warnmeldung für unverschlüsselte Anrufe
- Statusleisten-Indikatoren für aktive Kamera und Mikrofon
- Anzeige der Berechtigungsnutzung der letzten 24h
- Panikbutton
- Verschlüsselte Backups durch die Integration der Seedvault-App mit Unterstützung für lokale Backups und alle Cloud-Speicheranbieter mit einer Cloudanbieter-App.
- Entzug oder Einschränkung des Netzwerkzugriffs einzelner Apps
- Automatische zeitliche Abschaltung von WLAN oder Bluetooth bei Nichtbenutzung
- Die Unterstützung von Verified Boot ist zur Wahrung der Systemintegrität notwendig. Verified Boot stellt nicht nur sicher, dass auf Geräten eine sichere Version von Android ausgeführt wird, sondern sucht auch nach der richtigen Version von Android mit Rollback-Schutz.[21]

Mit dem April-Update 2021 wurden unter anderem eine eigens entwickelte Firewall-App namens „Datura“ eingeführt. Auch wurden einige neue Funktionalitäten hinzugefügt, wie beispielsweise eine zufallsbasierte Anzeige der PIN für den Sperrbildschirm, die Möglichkeit, jeglichen unverschlüsselten Netzwerkverkehr zu unterdrücken oder das automatische Abschalten von WLAN bei ausbleibender Nutzung, was bisher nur für Bluetooth verfügbar war.
Ähnlich wie bei Tails oder Whonix wird auch bei CalyxOS eine Reihe von Standardsoftware – mit Fokus auf Datenschutz – mitgeliefert. Die Installation ist optional: (Auszug)
| Programm       | Zweck                                                                                     |
| -------------- | ----------------------------------------------------------------------------------------- |
| Seedvault      | CalyxOS integrierte Backup-Verwaltungs-Software (lokal, USB-Stick, Nextcloud oder WebDAV) |
| Scrambled Exif | Entfernt Metadaten (Exif) von Bildern und Videos                                          |
| Tor Browser    | Standardwebbrowser zum Surfen im Internet                                                 |
| Tor            | Anonymisierung des Datenverkehrs durch das Tor-Netzwerk                                   |
| Aurora Store   | Datenschutzfreundlicher App Store (wenn durch MicroG erlaubt)                             |
| F-Droid        | Datenschutzfreundlicher App-Store                                                         |
| OpenKeychain   | OpenPGP-Verschlüsselungsdienst                                                            |
| Signal         | Verschlüsselte Kommunikation                                                              |
| Briar          | Verschlüsselte direkte Kommunikation (über Bluetooth, Wi-Fi, Tor, Internet)               |
| Conversations  | XMPP-basierte verschlüsselte Kommunikation                                                |
| K-9 Mail       | E-Mail-Client mit OpenPGP-Fähigkeit                                                       |
| Calyx VPN      | Kostenloser VPN-Service des Calyx Institute                                               |
| DuckDuckGo     | Websuchmaschine ohne Tracking und mit Datenschutzbewertung für häufig besuchte Seiten     |
| Riseup VPN     | Eigene Version des BitmaskVPN                                                             |

## Rezeption
Im Oktober 2020 testete Moritz Tremmel CalyxOS für das Onlinemagazin Golem. In seinem Fazit kam er zu dem Schluss, dass das alternative Betriebssystem „sowohl für Nerds als auch für weniger technikaffine Menschen“ geeignet sei, denen Datenschutz wichtig ist.
Die Zeitschrift c’t merkte 2022 an, dass CalyxOS mit der eingebauten Firewall, VPN und Cloudflare DNS mehr Sicherheit als andere mobile Betriebssysteme verspreche und sich trotzdem wie ein normales Android-Gerät bedienen lasse.
Nach umfangreichen Tests von CalyxOS auf einem Google Pixel mit Fokus auf das Datenübertragungsverhalten wies Mike Kuketz, Lehrbeauftragter für IT-Sicherheit an der Dualen Hochschule Baden-Württemberg Karlsruhe, im Februar 2023 darauf hin, dass der im Mittelpunkt stehende Verzicht auf die Integration von Google-Play-Diensten noch nicht ausreiche. Um wirklich datenschutzfreundlich zu sein, müsse CalyxOS noch mehr Aspekte berücksichtigen als bisher. Dennoch sei CalyxOS „sicherlich kein schlechtes Custom-ROM, sondern bietet ein stimmiges Gesamtpaket, mit dem Nutzer, die ihre Abhängigkeit von Google (stark) reduzieren möchten, einen guten Start haben dürften.“